# Соціально-економічні наслідки пандемії COVID-19
Пандемія коронавірусу COVID-19 призводить до вагомих наслідків, які істотно впливають на майбутнє, окрім власне розповсюдження хвороби та запровадженого карантину в різних країнах.

## Фінанси
Спочатку пандемія принесла зміни на фондових біржах Китаю, де з 21 січня 2020 року почали знижуватися обсяги торгів. Проте вже 27 січня, на тлі збільшення кількості хворих, падіння вплинуло на FTSE 100 та європейські біржі.
Подальший розвиток подій призвів до глобального обвалу фондового ринку, котрий розпочався 20 лютого 2020 року. Промисловий індекс Доу-Джонса, індекс S&P 500 і NASDAQ-100 впали 27 лютого, в один із найгірших торговельних тижнів після фінансової кризи 2007—2008 років. Ринки упродовж наступного тижня стали надзвичайно нестабільними, з коливаннями в 3% або більше за щоденну сесію. 9 березня всі три індекси Волл-стріт впали на понад 7%, і більшість світових ринків повідомили про зниження ділової активності, першочергово внаслідок цінової війни на нафтовому ринку між Росією і Саудівською Аравією. Падіння отримало назву Чорний понеділок, і було найгіршим падінням з часів Великої кризи 2008 року. Через три дні після Чорного понеділка відбулося ще одне падіння — Чорний четвер, коли акції усієї Європи й Північної Америки впали на понад 9%. На Волл-стріт відбулося найбільше одноденне зниження відсоткових ставок з часів Чорного понеділка 1987 року, а індекс FTSE Mors of Borsa Italiana впав майже на 17%, ставши найбільш постраждалим ринком під час Чорного четверга.

## Економіка
Пандемія призвела до закриття підприємств у країнах з високим відсотком хворих, різкому зростанню попиту на продукти щоденного використання, спекуляціям на ринку конкретних товарів: противірусних препаратів, санітарних масок, засобів для дезінфекції.
Внаслідок зупинки підприємств, у Китаї, а пізніше й у всьому світі значно знизився попит на нафту та нафтопродукти. На фоні зниження попиту Росія та ОПЕК не прийшли до згоди щодо скорочення добування нафти й розпочали цінову війну на ринку вуглецю, що, в свою чергу, призвело до обвалу цін на нафту.

## Політика

### Дезінформація
12 березня 2020 року представник міністерства зовнішніх справ КНР Чжан Ліцзянь заявив, що, можливо, вірус COVID-19 у КНР завезли американські військові. Після цього посла КНР у США Цуя Тянькая викликали в Державний департамент США, де йому був висловлений протест проти «зухвалої дезінформаційної кампанії» [джерело не вказане 1823 дні].
Влада Ірану також припустила, що COVID-19 — це біологічна зброя США, за що уряд США також звинуватив їх у дезінформації.
У внутрішньому звіті ЄС 16 березня 2020 року йде мова про те, що пов'язані з російським урядом «інтернет-тролі» поширюють недостовірну інформацію щодо ситуації з пандемією COVID-19 для впливу на суспільну думку населення держав ЄС.  У свою чергу, російська влада звинуватила західні держави у втручанні у внутрішні справи Росії за допомогою неправдивої інформації щодо пандемії в соціальних мережах.

### Закриття кордонів
Вже з середини березня 2020 багато країн ЄС обмежили або повністю заборонили перетин своїх кордонів на національному рівні. Зовнішні кордони ЄС і Шенгенської зони є тимчасово закритими для іноземців, починаючи з 17 березня.
13 березня 2020 року президент США Дональд Трамп заборонив в'їзд у США з країн Шенгенської зони.
Аналогічні обмеження запровадили й інші країни.

## Освіта
Пандемія вплинула на системи освіти у всьому світі, основною причиною чого стало масове закриття шкіл та університетів. Станом на 20 березня 2020 року уряди в 135 країнах оголосили або здійснили закриття шкіл та університетів.
Паралельно з цим почався масовий перехід на дистанційне навчання школярів і студентів.

## Спорт
Було скасовано або перенесено багато змагань, включно з  міжнародними, такими як:
- чемпіонат Європи з футболу 2021 (перенесений з 2020 на 2021 рік)[23];
- Літні Олімпійські ігри 2021 (перенесені з 2020 на 2021 рік);
- матчі плей-оф Ліги чемпіонів УЄФА (відкладені);
- матчі плей-оф Ліги Європи УЄФА (відкладені);[24][25]
- Кубок Америки з футболу 2021 (перенесений з 2020 на 2021 рік);
- національні чемпіонати європейських країн практично з усіх видів спорту перенесені або скасовані, включно з чемпіонатами Англії, Німеччини, Іспанії, Італії, Франції, Росії з футболу;
- Гран-прі Австралії «Формули-1» (скасування);[26]
- сезон НБА (відкладений);[27]
- сезон НХЛ (відкладений);
- сезон МЛБ (початок відкладений);
- Відкритий чемпіонат Франції з тенісу 2020 (перенесений)
- Чемпіонат світу з хокею із шайбою 2020 (скасування)

## Культура

### Кіно
У всьому світі введені обмеження або повна заборона на відвідування кінотеатрів; кінофестивалі були скасовані або відкладені, кінорелізи перенесені на майбутні дати, кіновиробництво припинене. Однак водночас популярними стали відеостримінгові сервіси, акції Netflix зросли. В той же час, Netflix зменшує якість потокових відео, щоб знизити навантаження на провайдерів.